# Schloss Aubenas

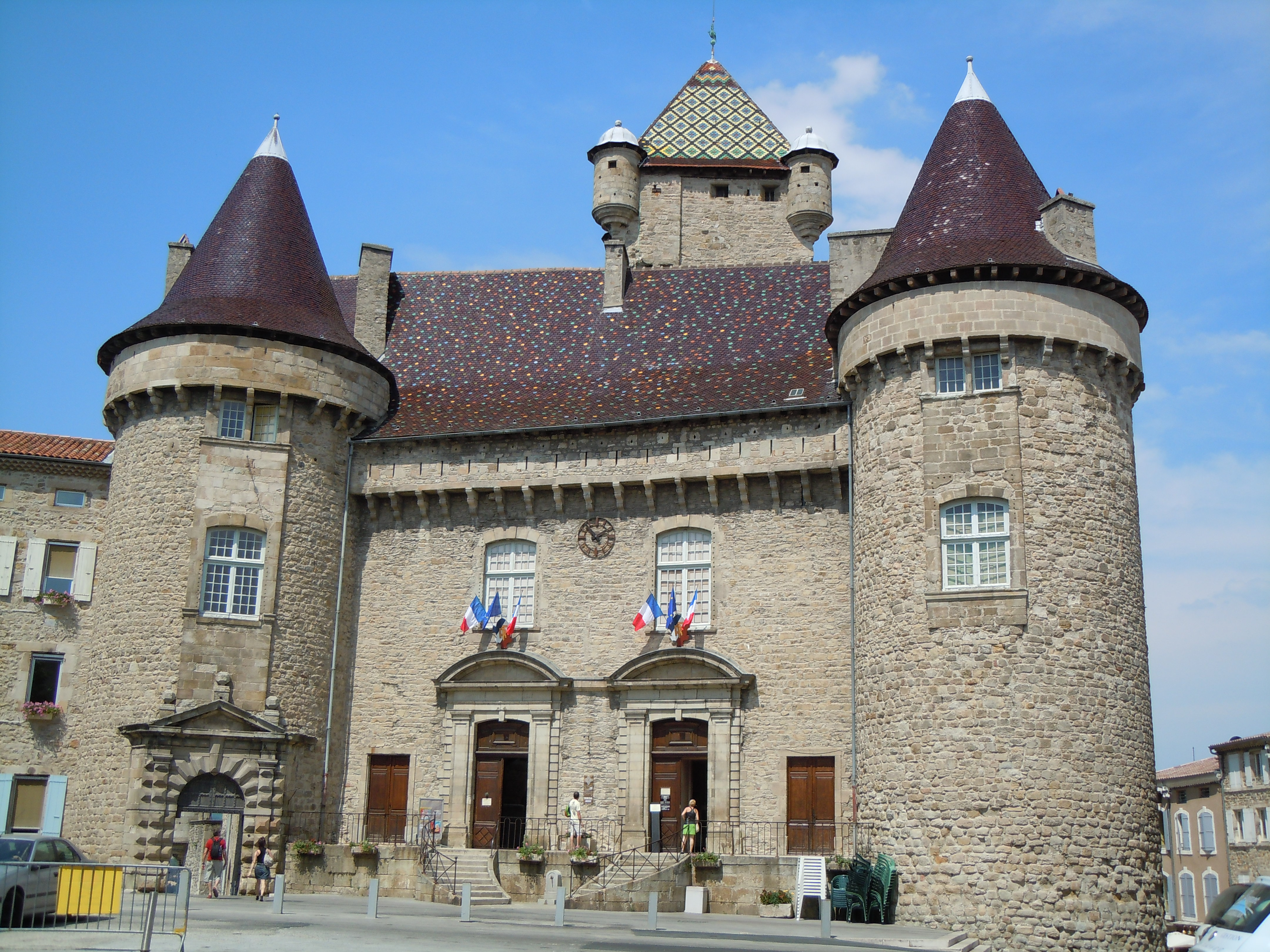
Außenansicht

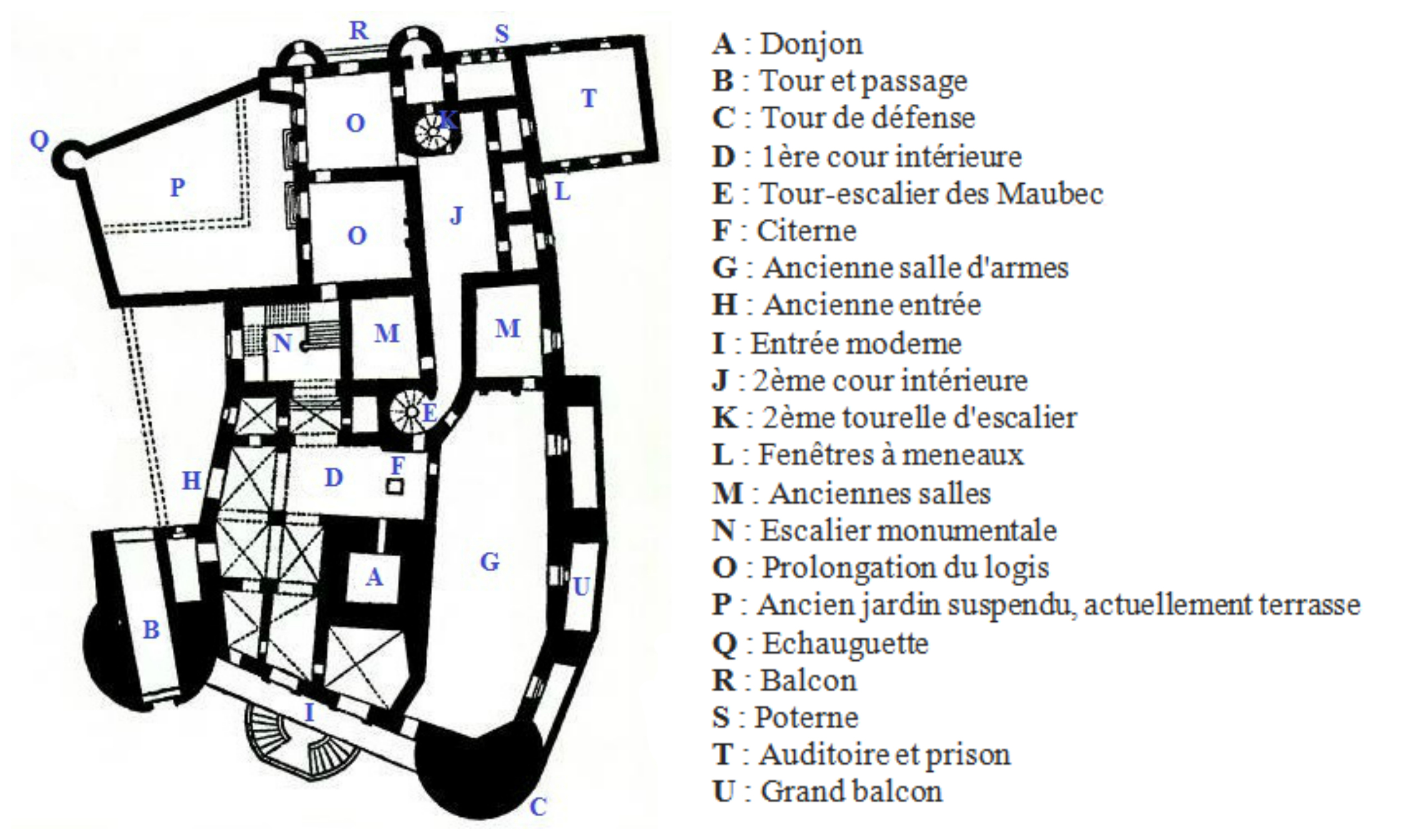
Grundriss der Burganlage

Das Schloss Aubenas (französisch Château d’Aubenas), auch als Château de Montlaur bekannt, befindet sich in  Aubenas und ist eine ehemalige mittelalterliche Burganlage, die ursprünglich komplett von einem Graben umgeben war. Im Laufe der Jahrhunderte entstand aus der Kernburg eine ausgedehnte Festungsanlage. Rundtürme und Wehrgänge sind fast durchgängig mit Maschikuli versehen. Der Bergfried stammt angeblich noch aus dem 11. Jahrhundert.
Die vielfach umgebaute und hervorragend erhaltene Anlage wurde 1943 sie als Monument historique klassifiziert.